# Emil Gołogórski

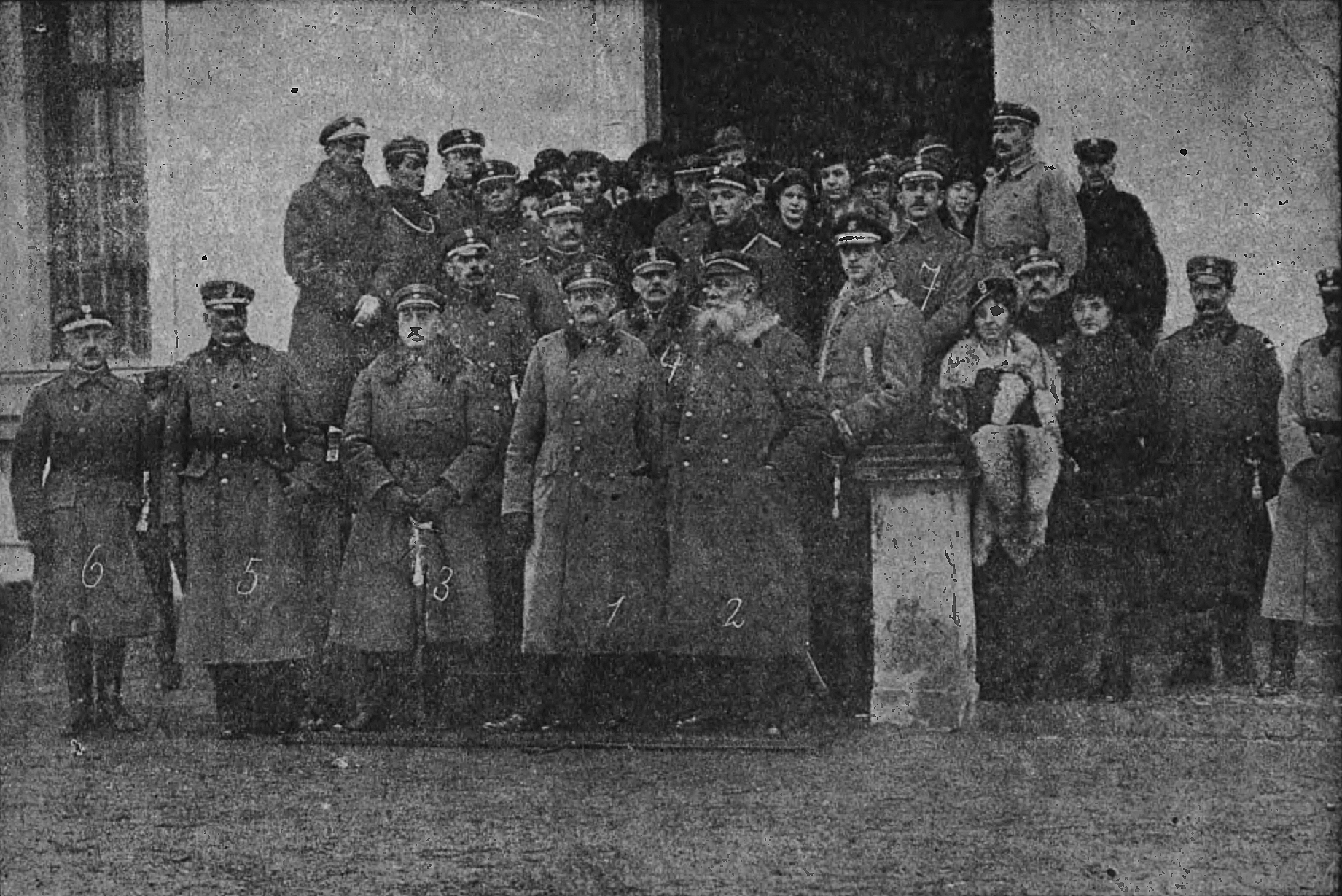
Poświęcenie Szkoły Podchorążych w Łobzowie 12 stycznia 1919. Oznaczony 1) Emil Gołogórski

Emil Gołogórski (ur. 27 lutego 1862 w Wiedniu, zm. 7 lutego 1921 w Warszawie) – generał porucznik inżynier Wojska Polskiego.

## Życiorys
Urodził się 27 lutego 1862 w Wiedniu. Był narodowości polskiej i wyznania rzymskokatolickiego. Ukończył siedem klas szkoły realnej z maturą we Lwowie i w 1879 dwa semestry w Wyższej Szkole Technicznej w Wiedniu. W 1880 wstąpił do Technicznej Akademii Wojskowej w Wiedniu. 18 sierpnia 1883 ukończył studia z wynikiem bardzo dobrym i rozpoczął zawodową służbę wojskową w cesarskiej i królewskiej armii, w stopniu podporucznika. Pierwszy przydział służbowy otrzymał do 1 pułku inżynieryjnego.
W 1893 był przydzielony do Dyrekcji Inżynierii w Trydencie (niem. Trient). 1 maja 1893 został przeniesiony do nowo powstałego 12 Batalionu Pionierów w Krakowie z pozostawieniem na dotychczasowym stanowisku w Dyrekcji Inżynierii w Trydencie. W 1894 został awansowany na kapitana 2. klasy, powołany do służby w Sztabie Inżynierii i przydzielony do Dyrekcji Inżynierii w Krakowie. Prowadził prace projektowe i nadzorcze przy budowie obiektów fortecznych Twierdzy Kraków. Jego dziełem są forty pancerne: 44a „Pękowice”, 45a „Bibice”, 48a „Mistrzejowice”, 50 ½ OST „Barycz” / „Kosocice”, 50 ½ WEST „Kosocice” i fort pomocniczy piechoty 50a „Lasówka”. Do 1889 był referentem do spraw telefonów fortecznych, obiektów mostowych i min demolujących.
16 listopada 1918 został mianowany dowódcą Okręgu Generalnego „Kraków”. Od marca do czerwca 1919 w czasie wojny z Ukraińcami obowiązki dowódcy okręgu generalnego łączył z funkcją zastępcy dowódcy Grupy Operacyjnej generała Iwaszkiewicza. 7 maja 1919 został przyjęty został do Wojska Polskiego z zatwierdzeniem posiadanego stopnia generała porucznika. 30 maja 1919 został mianowany dowódcą Okręgu Generalnego „Lwów” we Lwowie. W tym czasie Komisja Weryfikacyjna dla oficerów byłej armii austriackiej proponowała jego awansowanie na generała broni. 23 lutego 1920 zakończył służbę we Lwowie i został przeniesiony do stolicy. 10 marca tego roku wyznaczony został na stanowisko szefa Departamentu II Wojsk Technicznych Ministerstwa Spraw Wojskowych w Warszawie. Na tym stanowisku odpowiadał za organizację wojsk inżynieryjnych i saperów, wojsk łączności, wojsk kolejowych i wojsk samochodowych. We wrześniu powierzono mu szefostwo Grupy Technicznej Ministerstwa Spraw Wojskowych. 21 kwietnia 1920 został zatwierdzony z dniem 1 kwietnia 1920 w stopniu generała porucznika, w grupie oficerów byłej armii austro-węgierskiej. Zmarł 7 lutego 1921 w Warszawie. Pochowany na Cmentarzu Wojskowym na Powązkach.
W 1893 ożenił się, miał córkę Marię (1900-1968) i dwóch synów: Leona (1894–1956), rotmistrza Wojska Polskiego, kawalera Virtuti Militari, i Jerzego Mieczysława (1896–1939), kapitana artylerii Wojska Polskiego.

## Awanse
- porucznik (niem. Leutnant) – 1883
- nadporucznik (niem. Oberleutnant) – 1 maja 1888
- kapitan II klasy (niem. Hauptmann 2. Klasse) – 1 maja 1894[5]
- kapitan II klasy (niem. Hauptmann 1. Klasse) – 1895
- major (niem. Major) – 1900
- podpułkownik (niem. Oberstleutnant) – 1904
- pułkownik (niem. Oberst) – 1 listopada 1907
- generał major (nien. Generalmajor) – 31 października 1912 ze starszeństwem z 25 listopada 1912
- marszałek polny porucznik (niem. Feldmarschalleutnant) – 1 września 1915 ze starszeństwem z 2 września 1915

## Ordery i odznaczenia
- Krzyż za Obronę Śląska Cieszyńskiego I klasy[11]
- Medal Pamiątkowy za Obronę Śląska Cieszyńskiego[11]
- Dekret pochwalny Rady Narodowej Księstwa Cieszyńskiego[11]

Austro-Węgry
- Krzyż Komandorski Orderu Leopolda z dekoracją wojenną i mieczami – 6 sierpnia 1918[12]
- Krzyż Zasługi Wojskowej 2 klasy z dekoracją wojenną i mieczami – 27 lutego 1918[12]
- Order Korony Żelaznej 2 klasy z dekoracją wojenną i mieczami – 14 lipca 1917[12]
- Krzyż Rycerski Orderu Leopolda z dekoracją wojenną i mieczami – 7 grudnia 1914[12]
- Krzyż Zasługi Wojskowej 3 klasy – 1899[1]
- Order Korony Żelaznej 3 klasy – 1911[1]
- Brązowy Medal Zasługi Wojskowej na czerwonej wstędze dwukrotnie – 1904[1]
- Oficerska Odznaka Honorowa Czerwonego Krzyża[1]
- Krzyż za 35-letnią służbę wojskową dla oficerów[1]
- Krzyż za 25-letnią służbę wojskową dla oficerów[1]
- Krzyż Jubileuszowy Wojskowy